# Rhodothermales
Ordre
Synonymes
- "Rhodothermales" Munoz et al. 2016

Les Rhodothermales forment un ordre de bactéries dans la classe des Rhodothermia dans le phylum Rhodothermota. Cet ordre comprend quatre familles.

## Historique
L'ordre des Rhodothermales a d'abord été décrit en 2016 par Munoz et al. mais cette publication n'a pas été publiée de manière valide. En 2017, il a reçu l'aval et la validation de l'ICSP.

## Taxonomie

### Étymologie
L'étymologie du phylum Rhodothermota est la suivante : Rho.do.ther.ma’les N.L. masc. n. Rhodothermus, genre type de l'ordre; L. fem. pl. n. suff. -ales, suffixe utilisé pour définir un ordre; N.L. fem. pl. n. Rhodothermales, l'ordre des Rhodothermus.

## Liste des familles
Actuellement, selon la LPSN (18 novembre 2022), les Rhodothermales comptent quatre familles.
- Rhodothermaceae Ludwig et al. 2012
- Rubricoccaceae Munoz et al. 2016
- Salinibacteraceae Munoz et al. 2016
- Salisaetaceae Park et al. 2019